# بشاير
بشاير، ممثلة بحرينية. بدأت العمل في عام 2007 وما زالت مستمره فيه.

## أعمالها

### في التلفزيون
- عيون من زجاج.
- ليلى.
- أسوار - الجزء الثالث.

## روابط خارجية
- بشاير على موقع قاعدة بيانات الأفلام العربية